# Enith Brigitha
Enith Sijtje Maria Brigitha (nacida el 15 de abril de 1955 en Willemstad, Curaçao) fue una de las nadadoras neerlandesas más importantes de la década de 1970, cuando representó a los Países Bajos en los Juegos Olímpicos de 1972 en Múnich (Rep. Federal Alemana) y 1976 en Montreal (Canadá). Ganó dos medallas de bronce en los Juegos Olímpicos de 1976, en los 100 y 200 m estilo libre.